# Draba stenobotrys
Draba stenobotrys är en korsblommig växtart som beskrevs av Ernest Friedrich Gilg och Otto Eugen Schulz. Draba stenobotrys ingår i släktet drabor, och familjen korsblommiga växter. Inga underarter finns listade i Catalogue of Life.